# Alan Irvine
James Alan Irvine (Glasgow, 12 luglio 1958) è un allenatore di calcio ed ex calciatore scozzese, di ruolo centrocampista.

## Carriera

### Giocatore
Da calciatore ha giocato in diverse squadre sia in Scozia che in Inghilterra.

### Allenatore
Da allenatore è stato vice di David Moyes al Preston North End e all'Everton. In seguito ha allenato lo Sheffield Wednesday.
Il 14 giugno 2014 è diventato manager del West Bromwich Albion, dopo tre anni nelle giovanili dell'Everton. Il 28 dicembre seguente viene esonerato.

## Palmarès

### Giocatore

#### Competizioni nazionali
- Coppa d'Inghilterra: 1

Everton: 1983-1984